# Naftidrofuryl
Le naftidrofuryl est une molécule utilisée comme médicament de la classe des vasodilatateurs périphériques.

## Efficacité
Dans l'artériopathie oblitérante des membres inférieurs symptomatique (claudication intermittente), il améliore significativement le périmètre de marche. Il n'existe cependant pas de données sur l'évolution de la maladie.

## Tolérance et effets secondaires
La molécule a une bonne tolérance. L'effet secondaire le plus fréquent est d'ordre gastrique.

## Avantages / inconvénients, mis sur la liste noire de la revue Prescrire
Vendu comme médicament (Praxilène ou autre, pour la claudication intermittente ischémique liée à une artériopathie des membres inférieurs), le naftidrofuryl a été ajouté (avec 11 autres) en 2020 à la liste noire des médicaments aux effets indésirables disproportionnés par rapport à leur faible efficacité ou à la bénignité de la situation clinique dans laquelle ils sont autorisés (liste publiée annuellement par la revue médicale Prescrire).